# Zračna luka Južno-Sahalinsk
Zračna luka Južno-Sahalinsk (ruski: Южно-Сахалинский аэропорт) je zračna luka kod Južno-Sahalinska, na ruskom otoku Sahalinu. 
Njen IATA kôd zračne luke je UUS, a ICAO kôd zračne luke je UHSS. Zračna luka je izgrađena 1945. kao vojna zračna luka.
Uz trenutnih 12.700 m (8,868 stopa) betonske piste, 1 putnički terminal, 2 teretna terminala i 16 hangara, ova je zračna luka najveća u Sahalinskoj regiji. 

## Veze s drugim zračnim lukama
- Međunarodna zračna luka Incheon
- Zračna luka Krasnojarsk
- Zračna luka Habarovsk
- Međunarodna zračna luka Domodedovo
- Međunarodna zračna luka Gimhae
- Zračna luka Hakodate
- Zračna luka Novi Chitose
- Zračna luka Vladivostok
- Zračna luka Južno-Kurilsk
- Zračna luka Novosibirsk

## Vanjske poveznice
- Stranica o zračnoj luci  Arhivirana inačica izvorne stranice od 14. kolovoza 2004. (Wayback Machine)